# Vdara
Vdara Hotel & Spa är en skyskrapa som består av 1 495 ägarlägenheter som bedrivs som en hotellverksamhet. Den är en del av byggnadskomplexet Citycenter i Paradise, Nevada i USA. Vdara ägs av ett samriskföretag mellan MGM Resorts International och Dubai Worlds Infinity World Development, där den även drivs av MGM Resorts International.
Den 10 november 2004 meddelade MGM Mirage (idag MGM Resorts International) att man skulle uppföra ett byggnadskomplex på 31 hektar och skulle innefatta sex skyskrapor och ett varuhus i komplexet. Den fick namnet Citycenter och byggdes mellan 2006 och 2009 till en totalkostnad på $9,2 miljarder. För Vdaras del inleddes bygget den 5 juni 2006 och invigdes den 1 december 2009.